# 阿夫尔河畔蒂利耶尔
阿夫尔河畔蒂利耶尔（法語：Tillières-sur-Avre）是法国厄尔省的一个市镇，属于埃夫勒区和阿夫尔河畔韦尔讷伊县（Verneuil-sur-Avre）。该市镇总面积16.76平方公里，2009年时的人口为1171人。

## 人口
阿夫尔河畔蒂利耶尔人口变化图示